# 1752년
1752년은 토요일로 시작하는 윤년이다.

## 연호
- 청(淸) 건륭(乾隆) 17년
- 일본(日本) 호레키(宝暦) 2년
- 후 레 왕조(後黎朝) 까인흥(景興) 13년

## 기년
- 류큐(琉球) 쇼보쿠왕(尚穆王) 원년
- 청(淸) 고종 건륭제(高宗 乾隆帝) 17년
- 조선(朝鮮) 영조(英祖) 28년
- 후 레 왕조(後黎朝) 현종(顯宗) 13년

## 사건
- 9월 14일 - 그레이트브리튼 왕국(현재의 영국)이 그레고리력을 받아들여 율리우스력 9월 2일의 다음날을 그레고리력 9월 14일로 하였다.
- 프랭클린, 번개를 전기 현상이라고 설명.

## 탄생
- 9월 18일 - 프랑스의 수학자 아드리앵 마리 르장드르.
- 10월 28일 - 조선 22대 국왕 정조.
- 11월 20일 - 영국의 시인 토마스 채터턴

## 사망
장조의장남의소세손